# Álex Dorado Nájera
Alejandro Dorado Nájera (Logroño, el 18 de junio de 1982) conocido como Álex Dorado Nájera, es un político español del Partido Socialista, biólogo y experto en relaciones internacionales. Desde diciembre de 2023 es comisionado para la Economía Circular del Gobierno de España. Anteriormente, fue consejero de Sostenibilidad y Transición Ecológica y como portavoz del Gobierno de La Rioja entre 2020 y 2023, con la presidenta socialista Concha Andreu.

## Biografía
Es licenciado en Ciencias Biológicas por la Universidad Complutense de Madrid, habiendo completado varios cursos en la Universidad de Salamanca y en la Universidad de Gävle (Suecia), gracias a una beca Erasmus. Posteriormente obtuvo el Máster Interuniversitario en Diplomacia y Relaciones Internacionales de la Escuela Diplomática, becado por el Ministerio de Asuntos Exteriores.
Ha trabajado de 2018 a 2020 como coordinador del área de Relaciones Internacionales y Políticas Migratorias de la Comisión Ejecutiva Federal del PSOE.
Previamente, ejerció como consultor y editor cubriendo la economía y política africanas en varios países del continente como Tanzania, Mozambique, Cabo Verde, Benín, Sierra Leona y Guinea.
También ha desarrollado labores de técnico en cooperación en las oficinas de la Agencia Española de Cooperación Internacional para el Desarrollo (AECID) en Bamako (Malí) y Brasilia (Brasil) en proyectos relacionados con el medio ambiente y la promoción científica y cultural, y en la sede madrileña de la agencia trabajando en desarrollo internacional con Etiopía, Sudán y Sudán del Sur.
Ha colaborado con la UNESCO en la organización del Año Internacional de la Diversidad Biológica en 2010  y con la Fundación Biodiversidad en el ámbito de la divulgación medioambiental y la biodiversidad con la elaboración de ‘¿Qué es la biodiversidad?: una publicación para entender su importancia, su valor y los beneficios que nos aporta’. Además, ha ejercido de biólogo en acuarios como el de París (Francia).

### Gobierno de La Rioja
En agosto de 2020 fue nombrado consejero de Sostenibilidad y Transición Ecológica del Gobierno de La Rioja de la socialista Concha Andreu. En ese periodo, el Gobierno de La Rioja impulsó una nueva legislación para frenar la pérdida de biodiversidad como la Ley 2/2023, de 30 de enero, de Biodiversidad y Patrimonio Natural de La Rioja, dotando a la Comunidad de más instrumentos de protección de espacios naturales, transversalizando la conservación y restauración del medio ambiente a toda la acción del Gobierno. También se aprobó el primer Listado Riojano de Especies en Régimen de Protección Especial, con 525 especies, y se creó el nuevo Catálogo Riojano de Especies Amenazadas, con 65 especies.
Posteriormente, en septiembre de 2021, asumió las competencias de portavocía del Gobierno regional. Ejerció el cargo de consejero y portavoz hasta 2 de julio de 2023 cuando fue cesado por el presidente del Gobierno de La Rioja, Gonzalo Capellán del Partido Popular de La Rioja, tras ganar las elecciones autonómicas de España de 2023.
Otra norma llevada adelante por el Gobierno de La Rioja fue la Ley 15/2022, de 23 de diciembre, de declaración del Parque Natural del Alto Najerilla, declarando protegidas 45.111 hectáreas de alto valor ecológico.
En este mismo sentido también fue aprobada la extensión de los espacios reconocidos como Red Natura 2000 hasta abarcar el 36% de La Rioja, o el Decreto 12/2023, de 5 de abril, por el que se aprueba el Plan de Gestión del lobo (Canis lupus) en La Rioja y su coexistencia con la ganadería extensiva, habiendo sido este tema uno de los más polémicos de la legislatura en el ámbito ambiental por la posición del Gobierno de La Rioja favorable a su protección a nivel nacional.
En cuanto a normativa relativa a la lucha contra el cambio climático, el Gobierno de La Rioja aprobó la Ley 13/2022, de 2 de noviembre, de creación de la Agencia Riojana de Transición Energética y Cambio Climático, entidad pública encargada de navegar la transición energética y la lucha contra la crisis climática en la Comunidad. El Gobierno de La Rioja también aprobó el proyecto de Ley de Cambio Climático de La Rioja, que prevé el abordaje transversal de la ambición climática en toda la acción del Gobierno  y la planificación de las políticas climáticas mediante tres instrumentos principales: el Plan Riojano Integrado de Energía y Clima, para la mitigación del cambio climático; el Plan Riojano de Adaptación al Cambio Climático; y la Estrategia Riojana de Transición Justa.
Otras de las iniciativas aprobadas bajo el Gobierno de La Rioja en el ámbito ambiental fueron la Ley 8/2022, de 24 de junio, de caza y gestión cinegética de La Rioja, para adaptar esta actividad y garantizar su compatibilidad con la conservación de la biodiversidad, y la aprobación del Decreto 65/2022, de 28 de diciembre, por el que se aprueba la Estrategia de Economía Circular de La Rioja 2030, la primera en la Comunidad que aborda el tránsito entra el insostenible modelo económico lineal hacia la economía circular
También ejerce como secretario ejecutivo de Transición Ecológica, Crisis Climática y de Biodiversidad en le Ejecutiva Regional del PSOE de La Rioja desde octubre de 2021.

### Gobierno de España
A finales de 2023 fue elegido por la vicepresidenta y ministra para la Transición Ecológica y el Reto Demográfico, Teresa Ribera, para ocupar el recién creado Comisionado para la Economía Circular.